# Standseilbahn Mühlenkopfschanze
| Standseilbahn neben der Mühlenkopfschanze (links im Bild)                                    |                     |                    |              |
| Streckenlänge:                                                                               | 0,310 km            |                    |              |
| Spurweite:                                                                                   | 1000 mm (Meterspur) |                    |              |
| Maximale Neigung:                                                                            | 649 ‰               |                    |              |
| Streckengeschwindigkeit:                                                                     | 7,2 km/h            |                    |              |
|                                                                                              |                     |                    |              |
| \| \| \| Talstation (Lage) \| 620 m ü. NHN \| \| \| \| Bergstation (Lage) \| 742 m ü. NHN \| |                     |                    |              |
| Haltepunkt / Haltestelle Streckenanfang                                                      |                     | Talstation (Lage)  | 620 m ü. NHN |
| Haltepunkt / Haltestelle Streckenende                                                        |                     | Bergstation (Lage) | 742 m ü. NHN |

Die Standseilbahn Mühlenkopfschanze war eine Standseilbahn in der Gemeinde Willingen (Upland)  im Ortsteil Stryck bei der Mühlenkopfschanze. Sie wurde in den Jahren 2000/2001 zusammen mit dem Umbau der Mühlenkopfschanze errichtet und wird durch einen neuen Schrägaufzug ersetzt.

## Beschreibung
Die Standseilbahn führte parallel zur Mühlenkopfschanze aus dem Strycktal den Mühlenkopf hoch.
Bei der Bahn handelte es sich um einen Schrägaufzug mit Trommelantrieb. Auf einer schrägen Länge von 310 Metern wurde eine Höhendifferenz von 123 Metern überwunden. Das Gleis hatte eine Neigung von 20° bis 33° und bestand aus Schienen des Profils HEB mit einer Spurweite von 1000 Millimetern. Die Geschwindigkeit betrug 2 Meter pro Sekunde. Die Kabine fasste bis zu 20 Personen. Pro Richtung konnten 171 Personen pro Stunde befördert werden.

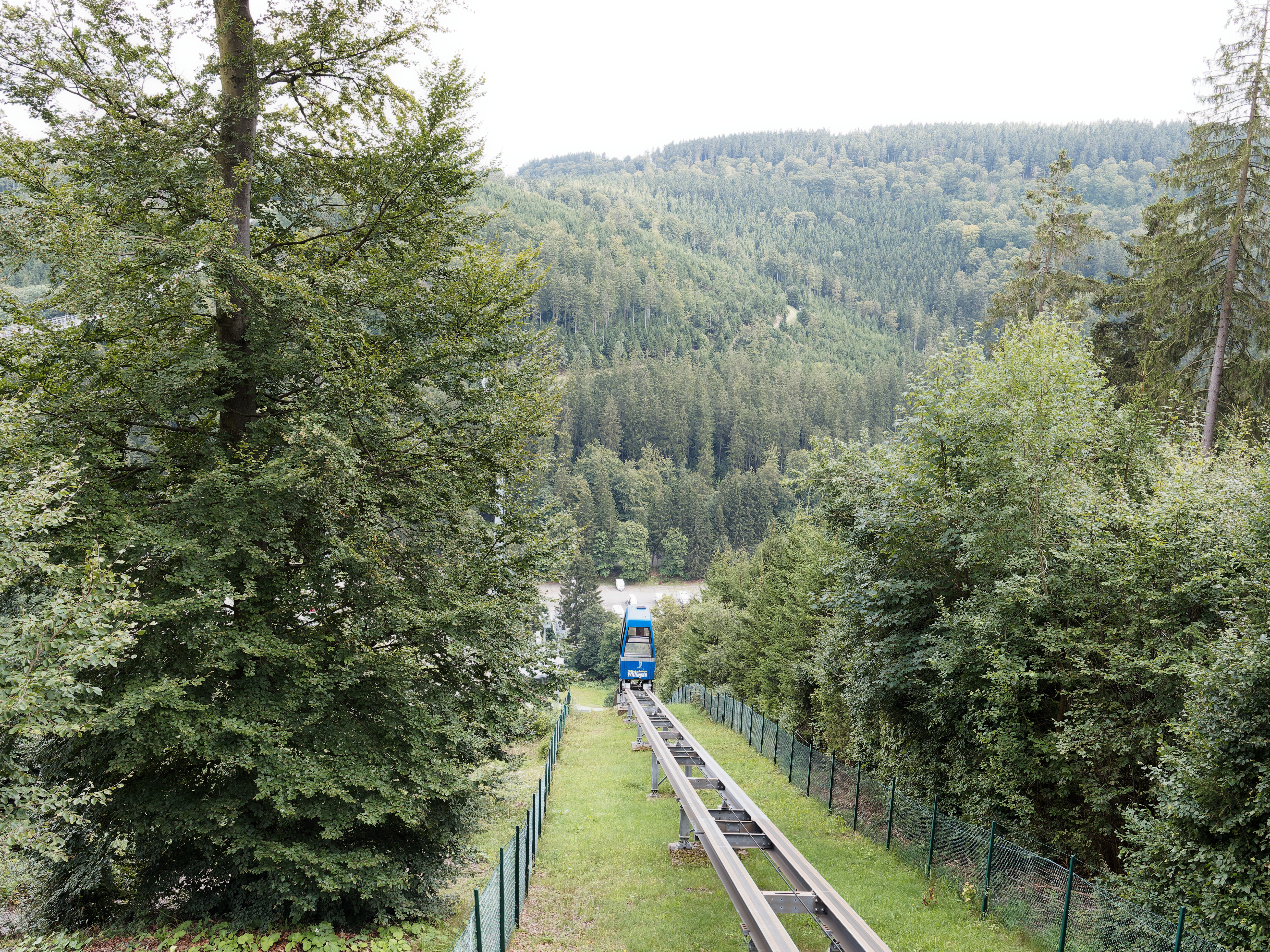
Blick von der Bergstation
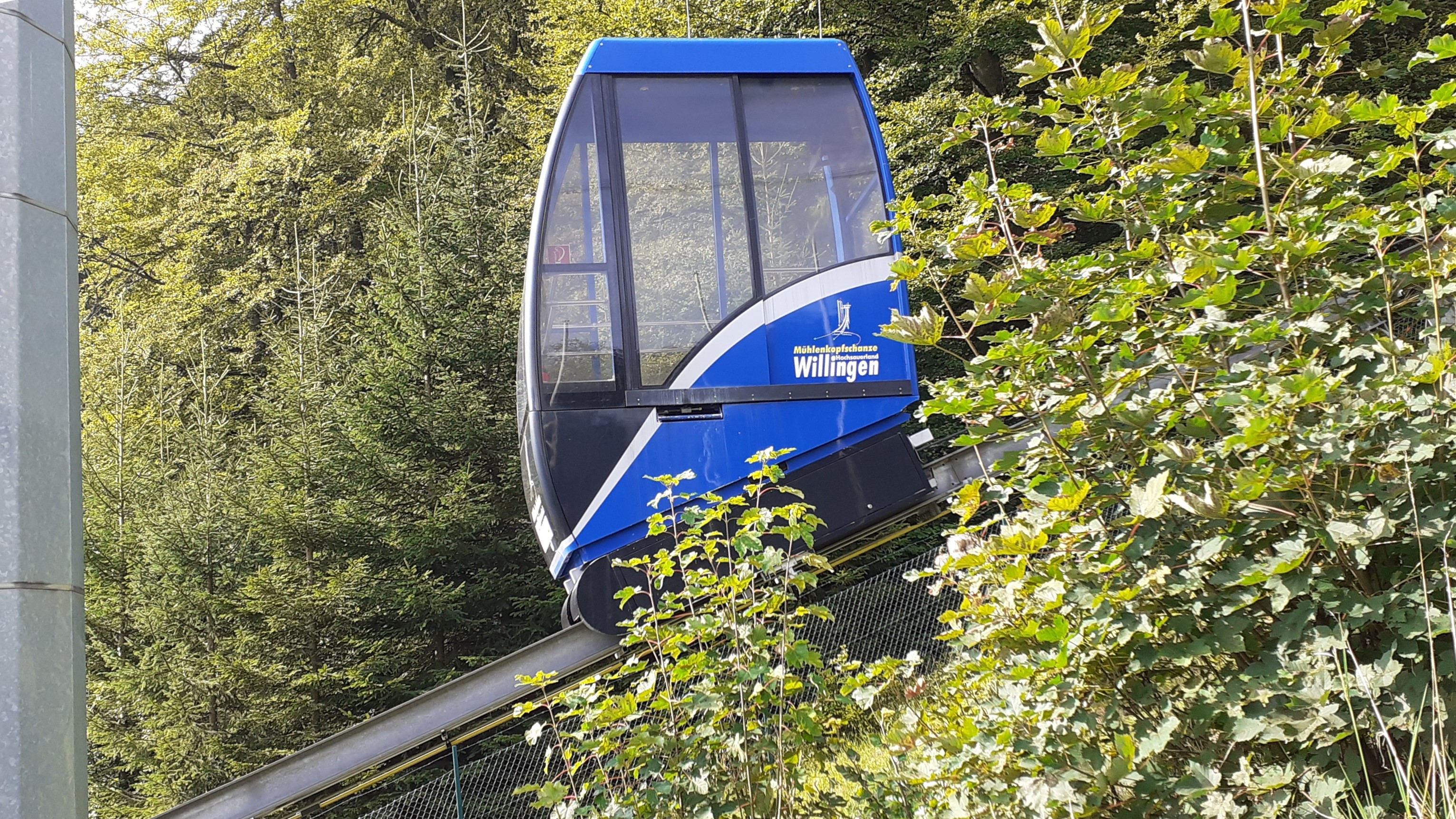
Kabine

## Betrieb
Die Bahn war ganzjährig dienstags bis sonntags tagsüber in Betrieb. Sie wurde für den Aufstieg der Skispringer sowie für den Materialtransport für die Springer und die Gastronomie benutzt. Zudem beförderte sie Besucher des Skywalks Willingen und der Schanze.
Der Betrieb wurde ohne Personal mit einer Aufzugsteuerung vollautomatisch durchgeführt.